# Bismarck (slagschip)
De Bismarck was het eerste van twee slagschepen van de Bismarck-klasse. Dit schip en het zusterschip de Tirpitz waren de grootste Duitse slagschepen ooit gebouwd. 
De Bismarck was genoemd naar de staatsman Otto von Bismarck. Het slagschip verkreeg een legendarische status door zijn eerste, enige en korte inzet op het hoogtepunt van de Slag om de Atlantische Oceaan, waarbij het in een kort gevecht tegen een overmacht de trots van de Britse marine de slagkruiser Hood in de lucht liet vliegen, om daarna drie dagen later op spectaculaire wijze kort voor het bereiken van de veilige haven zelf tot zinken gebracht te worden door de Britse vloot. Van Duitse zijde werd benadrukt dat de Bismarck door de eigen bemanning tot zinken werd gebracht nadat er een bevel was gegeven het schip te verlaten, om zo het schip toch een aura van onoverwinnelijkheid te kunnen geven. De anderen zijn het erover eens dat de Bismarck na het laatste gevecht zoveel schade had opgelopen, dat het schip uiteindelijk toch zou zinken.

## Ontwerp en bouw

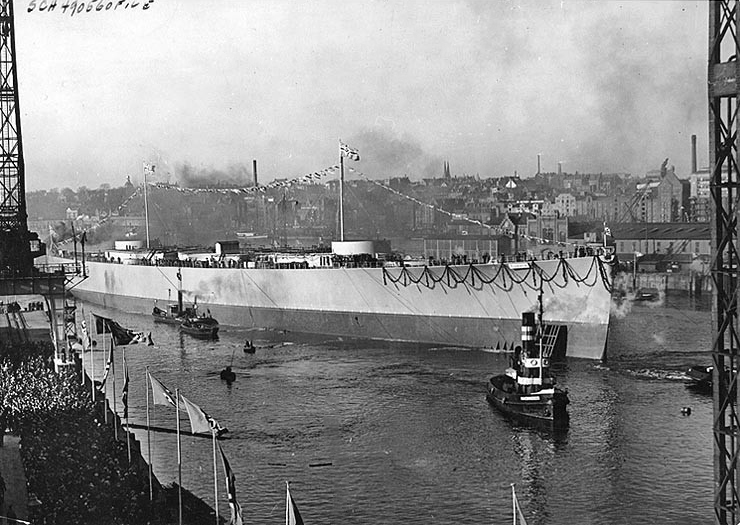
De Bismarck net na de tewaterlating, met rechte boeg

Het vredesverdrag van Versailles bepaalde dat Duitsland alleen zijn oude pre-dreadnought slagschepen mocht vervangen en limiteerde de tonnage van de vervangschepen tot 10 000 long ton. Vanwege deze beperkingen bouwden de Duitsers tot 1935 drie pantserschepen van de Deutschlandklasse, maar geen echte slagschepen. Door de toepassing van allerlei gewichtsbesparende maatregelen konden deze schepen toch nog 28 cm-kanonnen voeren, waardoor ze geclassificeerd werden als vestzakslagschepen. Conform het Brits-Duits vlootverdrag van 18 juni 1935 mocht Duitsland opnieuw slagschepen bouwen. Er werd zo snel mogelijk begonnen met de bouw van de Scharnhorst en de Gneisenau die waren gebaseerd op een sterk vergroot ontwerp van de Deutschlandklasse, en die eveneens waren bewapend met 28 cm-kanonnen. Kort daarna volgde een nieuw ontwerp voor twee grotere slagschepen met 38 cm-kanonnen, de Bismarck en de Tirpitz. Hoewel de tonnage limiet conform het Vlootverdrag van Washington en het Verdrag van Londen van 1930 was bepaald op 35 000 ton en later bijgesteld tot 45 000 ton, bleek na de Tweede Wereldoorlog dat die overschreden was. Zo had de Bismarck een deplacement (waterverplaatsing) van meer dan 48 000 ton en mat het schip volgeladen circa 51 000 ton.

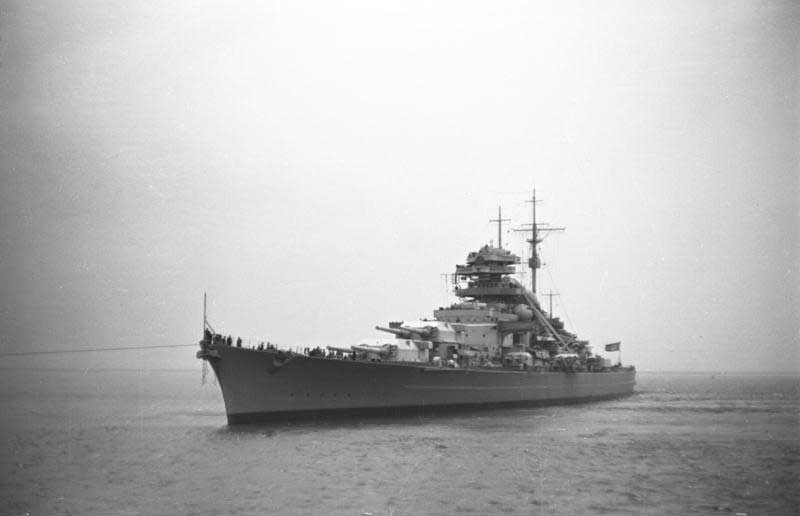
De Bismarck in 1940, met klipperboeg

Het ontwerp van de Bismarck begon in 1934, op 1 juli 1936 werd bij Blohm & Voss in Hamburg de kiel gelegd en op 14 februari 1939 gebeurde de tewaterlating. Net zoals de andere kapitale schepen van de Duitse Kriegsmarine had het schip oorspronkelijk een rechte boeg, waarmee men dacht hogere vaarsnelheden te kunnen halen. In de praktijk bleek zo'n boeg veel te veel water te scheppen, zodat het bovendek altijd nat stond, en kregen de schepen een klipperboeg. Op 24 augustus 1940 werd het schip in dienst gesteld door de commandant Ernst Lindemann. De Bismarck ging voor de opwerking naar de Oostzee, waar schip en bemanning tot een goed op elkaar afgestemd geheel werden gevormd.

De pantsering van de romp en de kimkiel

De hoofdbewapening bestond uit acht zware kanonnen van 38 cm opgesteld in tweelingtorens. In vergelijking met potentiële tegenstanders viel de hoofdbewapening eerder licht uit: nieuwe Franse, Britse, Amerikaanse, Italiaanse en Japanse slagschepen werden uitgerust met drielingtorens of vierlingtorens zodat ze meer kanonnen in minder torens voerden, waardoor de totale lengte kleiner was en er minder ruimte gepantserd moest worden. Voor de secundaire bewapening ontwikkelden de Duitsers, in tegenstelling tot de Britten en Amerikanen, geen kanon dat zowel tegen lucht- als zeedoelen gebruikt kon worden. De Bismarck voerde daarom een uitgebreide dubbele secundaire bewapening van twaalf 15 cm-kanonnen in gesloten torens op barbettes en van zestien vrijstaande 10,5 cm-luchtafweerkanonnen met gyrostabilisatie. Het luchtafweergeschut bestond verder uit zestien snelvuurkanonnen van 3,7 cm en twaalf snelvuurkanonnen van 2 cm. Voor verkenning beschikte de Bismarck over vier Arado Ar 196-watervliegtuigen. Aan elke kant van de schoorsteen was een hangar voor één startklaar vliegtuig en onder de achteropbouw stond een werkhangar voor twee reservevliegtuigen. De katapult was dwars op het dek vast gemonteerd en kon in beide richtingen een toestel lanceren. Twee grote vliegtuigkranen stonden aan bakboord en stuurboord bij de katapult en konden ook de bijboten uitzetten of binnennemen. Aan een platform op de schoorsteen waren nog twee kleinere hulpkranen bevestigd.

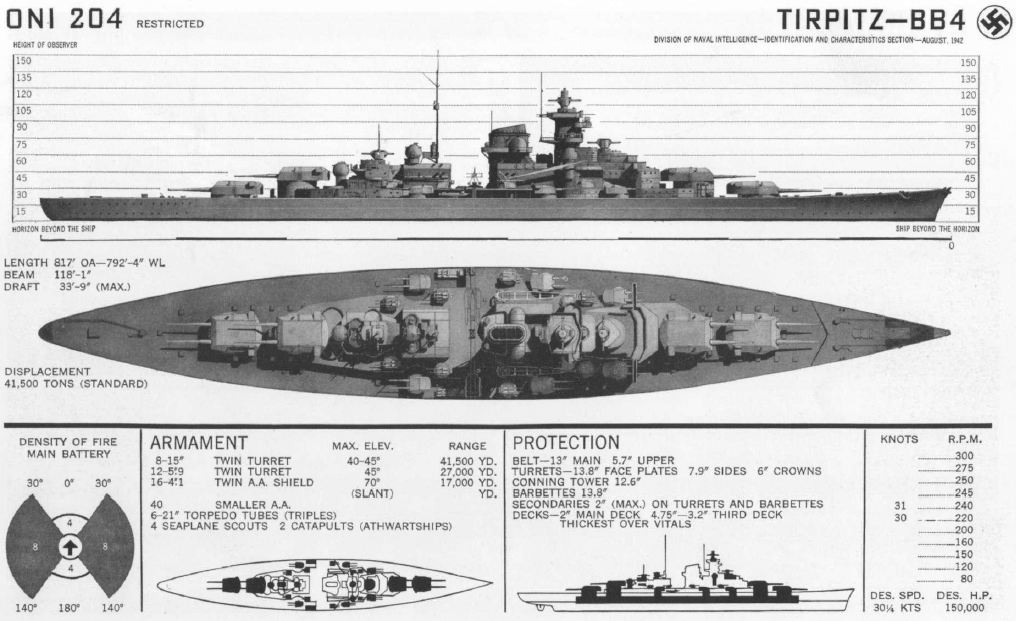
Silhouet Tirpitz, het identieke zusterschip van de Bismarck

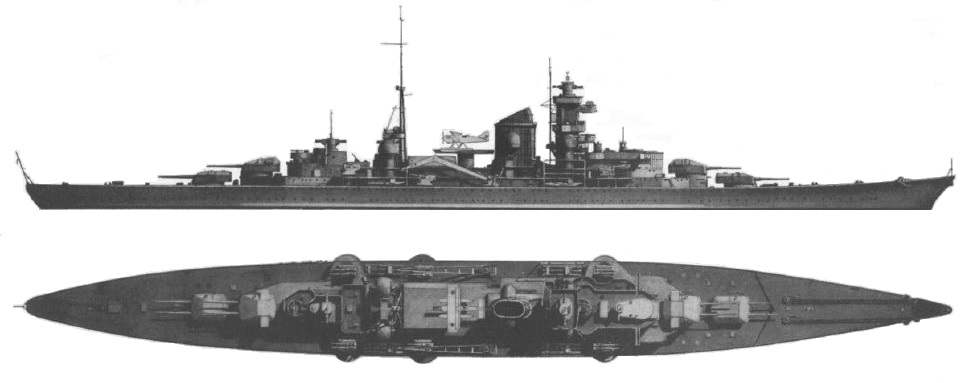
Silhouet Prinz Eugen

De snelheid van het (destijds) grootste slagschip ter wereld bedroeg ruim 30 knopen. Met zijn lengte van 250,5 meter en breedte van 36 meter was het iets korter en iets breder dan de Titanic. De romp van de Bismarck was vijf dekken hoog: onderaan waren er drie platformdekken die middenschips doorsneden waren voor de turbinekamers en ketelruimtes. Daarboven was het pantserdek en daarboven het batterijdek. Het horizontale pantser was dus niet zo modern: voortstuwing, munitiekamers en rekencentrales waren beschermd door het pantserdek dat naargelang de plaats tussen de 80 en 220 mm dik was, maar het batterijdek was licht bepantserd met 50 mm dikte, wat het tot een 'splinterdek' maakte: Het kon alleen granaatsplinters tegenhouden, granaten zelf werden alleen afgeremd vooraleer ze op het pantserdek terecht kwamen. Dit was een ouderwets concept uit de Eerste Wereldoorlog, andere moderne slagschepen voerden het pantserdek minstens een dek hoger, zodat meer interne delen en uitrusting beschermd werden. Het laag liggende pantserdek (plus de grotere breedte/lengte verhouding en de kimkiel) zorgde wel voor een goede stabiliteit, waardoor de Bismarck een goed geschutplatform was. Het zijpantser was bij de turbinekamers en ketelruimtes tot 320 mm dik, het zogenaamde gordelpantser. Meer naar boven toe, boven het pantserdek was het citadelpantser tussen 120 en 145 mm dik. De geschuttorens van de hoofdbewapening waren het dikst bepantserd: vooraan 360 mm, zijkanten 220 mm, achterkant 320 mm. De boven het dek uitstekende delen van de barbettes waren 340 mm dik en daaronder 220 mm. De secundaire kannonnen hadden maximum 100 mm. Ook twee van de drie gevechtscentrales waren zwaar bepantserd: de voorste gevechtscentrale had zijkanten van 350 mm, de achterste gevechtscentrale had als reservecentrale maar 150 mm. De gevechtscentrale in de top van de gevechtsmast was daarentegen heel licht bepantserd met maximaal 60 mm, anders zou het de stabiliteit te veel aantasten.

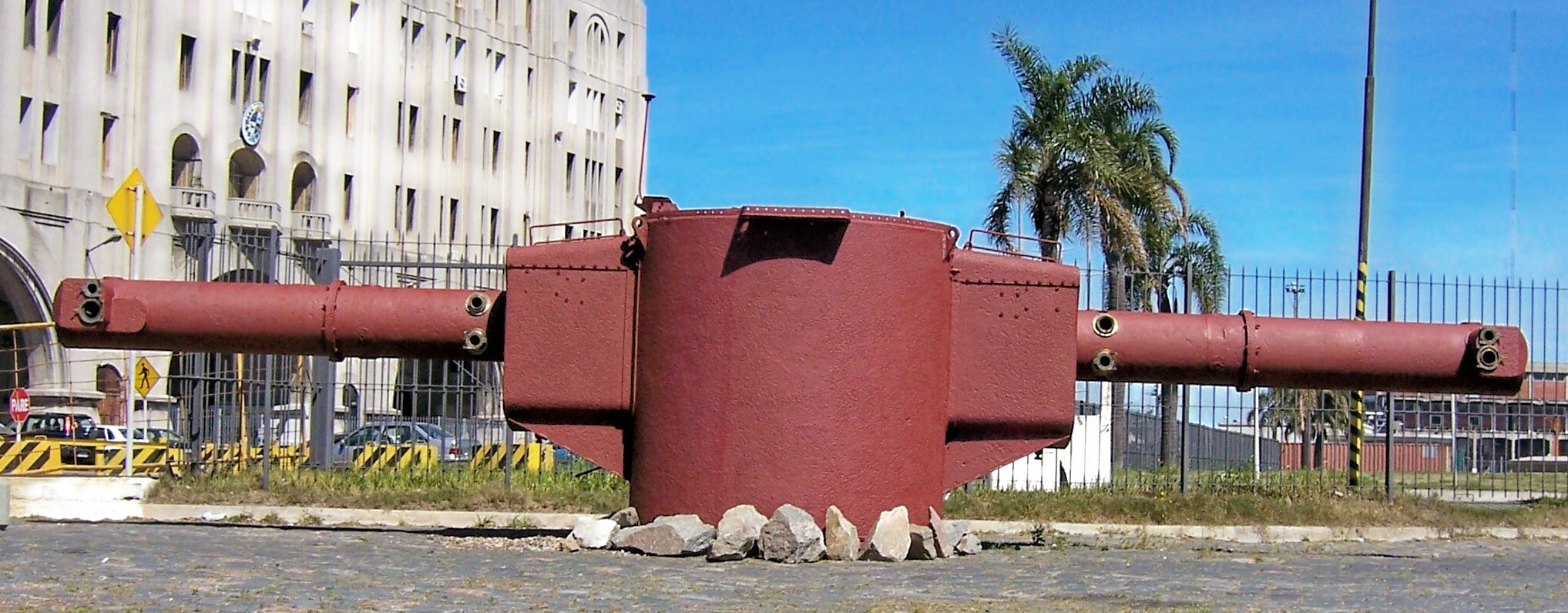
Een optische afstandsmeter uit het wrak van het Duitse vestzakslagschip Admiral Graf Spee. Op de uiteinden van de armen van tien meter lengte staan de optische lenzen die via triangulatie afstand konden meten

Alle drie de gevechtscentrales hadden een draaibare optische afstandsmeter van zeven of tien meter. Binnen de voorste en middelste gevechtscentrale waren drie vuurleidingsposten, in de achterste twee. Daarmee konden acht verschillende doelen gevolgd worden. Ingeval de gevechtscentrales uitvielen, konden de torens zelfstandig vuren, daartoe waren alle zware geschutstorens en de middelste secundaire geschutstorens ook met optische afstandsmeters uitgerust, die achteraan langs de zijkanten uitstaken. Elke koepel met optische afstandsmeter droeg ook een antenne voor een Seetakt-radar met een reikwijdte van 25 km. Twee rekencentrales diep in het schip berekenden aan de hand van gegevens uit de gevechtscentrales en de sensoren de instellingen voor het geschut. De hydrofoon of passieve sonar was in de boeg gemonteerd en kon naargelang omstandigheden doelen tot 20 km ver waarnemen. Ook was er een radiowaarnemingsapparaat aanwezig, waarmee vijandelijke radarpulsen gedetecteerd konden worden. Voor het richten van de luchtafweerkanonnen waren er vier vuurleidingsstations voorzien, twee aan elke kant van de gevechtsmast en twee achteraan op de middellijn. Deze posten waren uitgerust met een gyrostabiliseerde afstandsmeter van vier meter.
De Duitsers besteedden veel aandacht aan een gelijkaardige lay-out voor hun schepen: dat maakte het de vijand veel moeilijker om uit te maken met welke tegenstander ze geconfronteerd werden. Hun slagschepen en kruisers hadden dezelfde bovenbouw: na de voorste geschutskoepels stond een voorkasteel van vier dekken hoog met een gevechtscentrale en karakteristieke afstandsmeter, daarachter een gevechtstoren met weer een gevechtscentrale en afstandsmeter op de top, gevolgd door een enkele schoorsteen. Het achterkasteel was één dek lager en had een derde gevechtscentrale en afstandsmeter. Tussen de schoorsteen en de achteropbouw stond de grote mast.

## Start van operatie Rheinübung

De door de schepen afgelegde routes, mei 1941

Vanwege de Britse suprematie ter zee was de Duitse strategie om confrontaties met de Britse vloot uit de weg te gaan en zich te richten op het tot zinken brengen van geallieerde koopvaardijschepen om zo de bevoorrading van Groot-Brittannië te bemoeilijken. In november 1940 was de zware kruiser Admiral Scheer uit de blokkade ontsnapt. Na een aanval op het Noord-Atlantische konvooi HX-84 voer deze kruiser verder om raids uit te voeren tot in de Indische Oceaan en keerde na enkele successen in maart 1941 terug naar Duitsland. Tussen december 1940 en februari 1941 had de zware kruiser Admiral Hipper met wisselend succes twee raids op de Noord-Atlantische en West-Atlantische konvooiroutes uitgevoerd en als voorlopig hoogtepunt hadden de kleinere slagschepen Scharnhorst en Gneisenau tussen februari en maart 1941 diezelfde konvooiroutes aangevallen. Ook waren er hulpkruisers, tot oorlogsschip omgebouwde koopvaarders, op alle zeeën actief. Het meeste succes echter hadden de U-boten. 

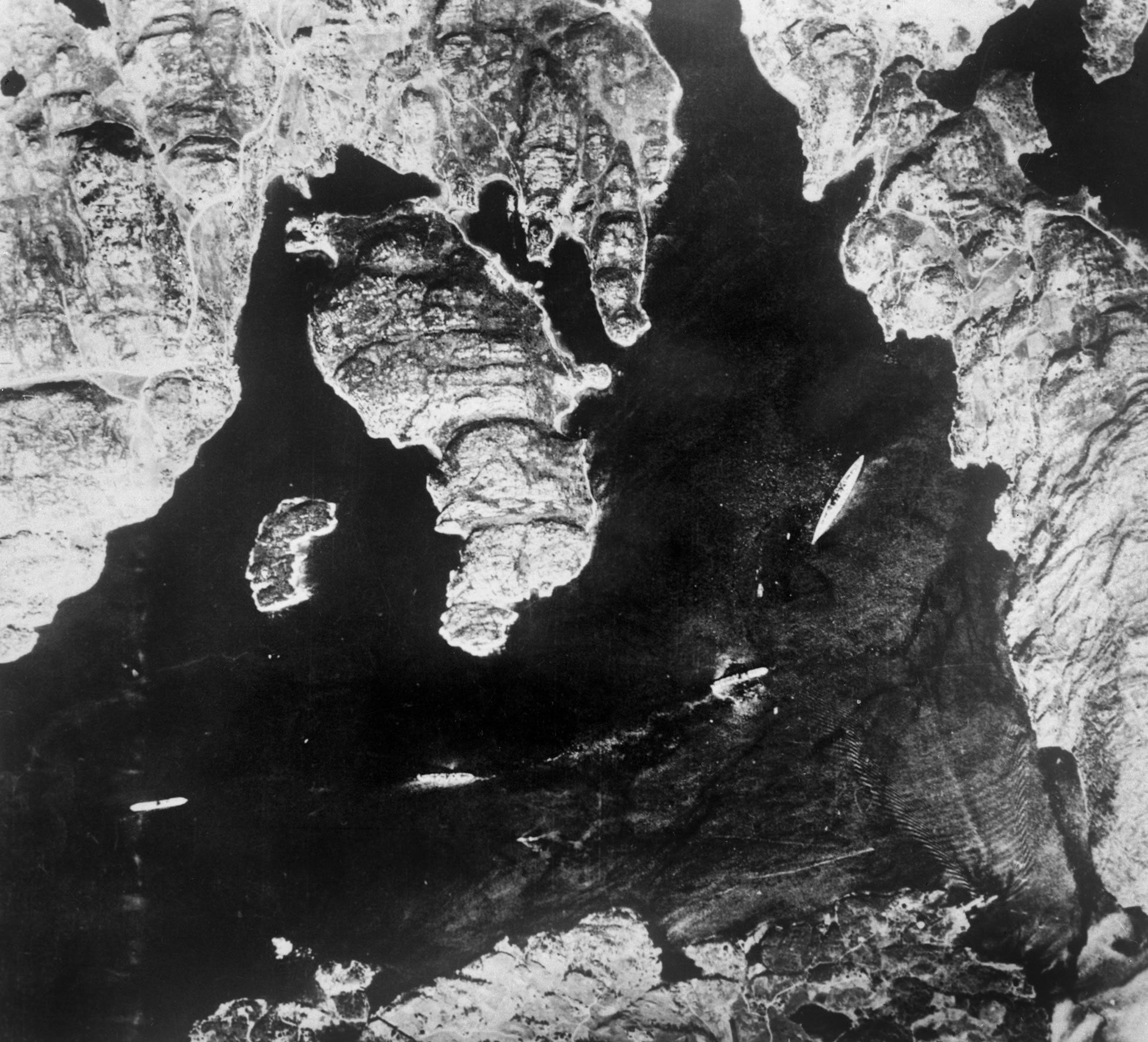
De Bismarck (uiterst rechts), gefotografeerd door een RAF-verkenningsvliegtuig in de Grimstadfjord bij Bergen (Noorwegen)

Op 18 mei 1941 vertrok de Bismarck samen met de zware kruiser Prinz Eugen vanuit Gotenhafen voor zijn eerste missie: operatie Rheinübung. De opdracht was om uit te breken naar de Atlantische Oceaan en konvooien aan te vallen. Waar de vorige Duitse raiders strikt bevel hadden om onder geen enkele omstandigheid een treffen aan te gaan met oorlogsbodems, en enkel koopvaarders aan te vallen, kreeg de Bismarck de order om zelfs geëscorteerde konvooien aan te vallen. Het eskader stond onder commando van viceadmiraal Günther Lütjens. Al voor het vertrek hadden de Britten aanwijzingen gekregen van de ophanden zijnde operatie via Ultra. Tijdens de vaart door het Kattegat naar Noorwegen werd het eskader opgemerkt door de neutrale, Zweedse kruiser Gotland die de schepen rapporteerde, en dit rapport werd door de Zweden gelekt naar de Britten. Gealarmeerd zonden de Britten een paar Spitfire-verkenningsvliegtuigen uit en op de middag van 21 mei werd de Bismarck ontdekt in de Grimstadfjord bij Bergen in Noorwegen. De Bismarck was voor anker gegaan in afwachting van slecht weer, om dan ongemerkt te kunnen ontsnappen via de Straat Denemarken. Lütjens maakte een fout door de Bismarck de reeds verbruikte stookolie niet te laten bijbunkeren; alleen de Prinz Eugen die een kleinere actieradius had, bunkerde stookolie bij.

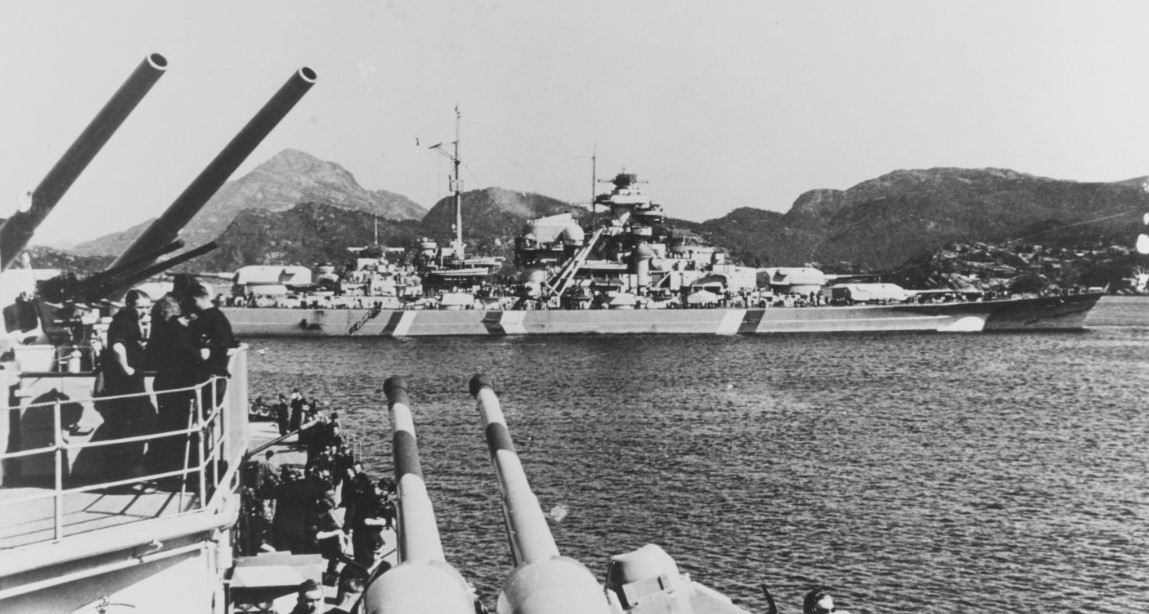
De Bismarck voor anker in de Grimstadfjord.

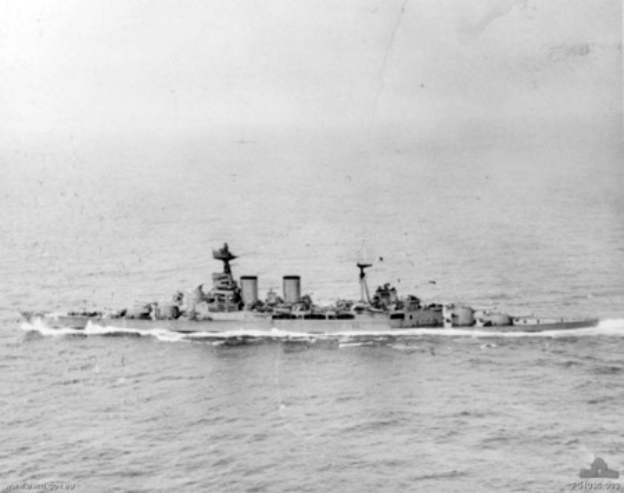
De HMS Hood op 24 mei gefotografeerd vanuit een Coastal Command Hudson vliegtuig

De Britten namen direct bij de eerste berichten over een mogelijke uitbraak maatregelen: de patrouilles die de mogelijke routes van de Duitse schepen naar de Atlantische oceaan bewaakten werden versterkt en nadat het rapport van de verkenningsvliegtuigen binnengekomen was, voer onder commando van viceadmiraal Lancelot Holland een gedeelte van de Home Fleet uit. De slagkruiser HMS Hood en het nieuwe slagschip HMS Prince of Wales vertrokken om 00:52 op 22 mei met zes torpedobootjagers naar het zuiden van IJsland, waar ze in een goede positie zouden zijn om de Duitse schepen te onderscheppen, of ze nu de route boven IJsland via de Straat Denemarken of onder IJsland via de Faeröer doorgang zouden kiezen. Admiraal John Tovey met zijn vlaggenschip HMS King George V, het vliegdekschip Victorious, de slagkruiser HMS Repulse (die onttrokken werd aan het escorte van konvooi WS-8B ) en de vier lichte kruisers Kenya, Aurora, Galatea en Hermione bleven in de thuisbasis te Scapa Flow in afwachting van verder nieuws. Ook werd er een luchtaanval bevolen door de Royal Air Force.  De luchtaanval mislukte door het slechte weer, de meeste vliegtuigen konden de Bismarck niet vinden en bombardeerden blind. Gebruikmakend van datzelfde slechte weer vertrok het Duitse eskader ongemerkt om 23:00 op 21 mei.
Pas in de namiddag van 22 mei klaarde het weer op en konden de Britten een verkenningstoestel naar Bergen sturen. In de avond kregen ze bevestiging van de verkenners dat de haven van Bergen verlaten was. Nu het zeker was dat het Duitse eskader op zee was, liep ook de rest van de Home Fleet uit in de late avond van 22 mei. Het Duitse eskader stoomde op volle snelheid naar de Straat Denemarken. In de Straat Denemarken was op 23 mei het slechte weer voorbij en de patrouillerende Britse kruiser HMS Suffolk ontdekte om 19:22 de Bismarck en de Prinz Eugen. De Suffolk verborg zich in mistbanken en volgde de Duitse schepen met haar radar. Een tweede patrouillerende kruiser HMS Norfolk kwam de Suffolk versterken, maar doemde plots op uit de mistbanken en werd om 20:30 opgemerkt door de Duitsers. Ogenblikkelijk opende de Bismarck het vuur op de Norfolk die direct opnieuw wegvluchtte in de mistbanken. Door de zware schokgolven van het afvuren van zijn hoofdartillerie begaf de voorste radar van de Bismarck het. Daarom wisselde de Bismarck positie met de Prinz Eugen zodat deze zijn voorste radar kon gebruiken om de route te verkennen. De Britse kruisers verwittigden de admiraliteit en volgden de Duitse oorlogsschepen in de nacht met behulp van hun radars.
Holland wachtte niet op de rest van de Home Fleet en viel direct aan met zijn eskader. De kruisers stuurden voortdurend accurate positiemeldingen zodat Holland een onderschepping kon plannen rond 02:00 op 24 mei, vooraleer de korte poolnacht zou beginnen. Om 22:00 probeerde de Bismarck de kruisers af te schudden door plots om te keren. De kruisers weken dadelijk terug en verloren tijdelijk contact met het Duits eskader. Doordat de positiemeldingen van de kruisers wegvielen kon Holland zijn aanval niet zoals gepland uitvoeren. Indien de Duitse schepen koers zouden wijzigen zou hij ze mislopen en voorbijvaren. Door de hoge snelheid van het Duits eskader was het twijfelachtig of hij dan nog een onderschepping kon uitvoeren. Dat risico kon Holland niet nemen en daarom stuurde hij eerst een zuidwestelijke koers. Pas toen de kruisers het contact herstelden kon hij een nieuwe aanval plannen rond 06:00.

## Verlies van de HMSHood

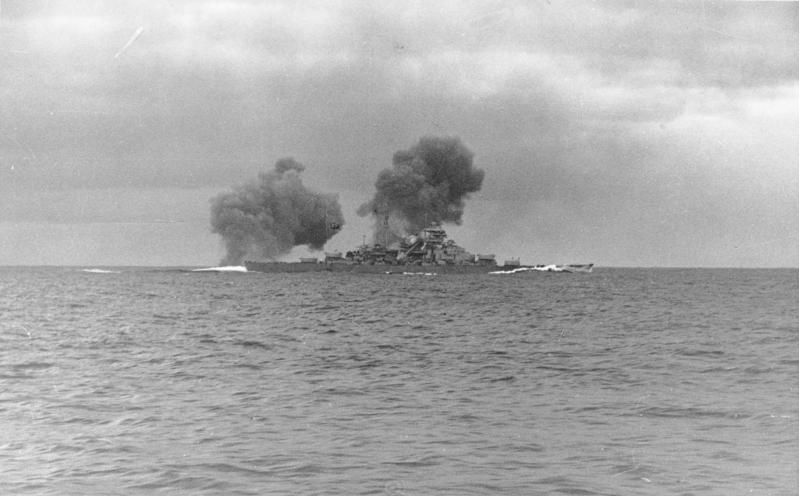
24 mei 1941, De Bismarck vuurt tijdens de zeeslag in de Straat Denemarken

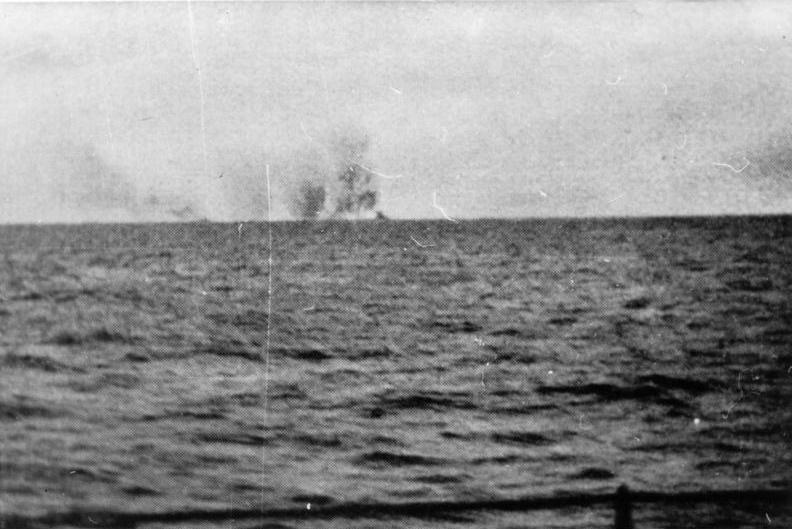
De Hood vliegt in de lucht. Foto genomen vanaf de Prinz Eugen

De in 1918 te water gelaten slagkruiser Hood had een waterverplaatsing van 48.360 long ton en was de trots van de Britse marine. Het schip was eigenlijk verouderd, maar door zijn diplomatieke missies als vlaggenschip was er steeds geen gelegenheid geweest het schip te moderniseren, vooral op het gebied van horizontale pantsering. Een slagkruiser had dezelfde afmetingen als een slagschip, maar bij een slagschip lag de nadruk eerder op bepantsering terwijl bij een slagkruiser de nadruk op hoge snelheid lag. Bij schepen die tijdens de Eerste Wereldoorlog ontworpen waren was de pantsering berekend op gevechten op kortere afstand en was er nog geen gevaar voor vliegtuigbommen. Op korte afstand hadden granaten een vlak traject en de zijpantsering was dan ook veel belangerijker dan de dekpantsering. De Hood was dus kwetsbaar bij langeafstands artillerie gevechten. Admiraal Lancelot Holland was zich hiervan bewust en wilde daarom de afstand tot de Bismarck zo snel mogelijk verkleinen. Zijn eerste plan was om de schepen in tegengestelde richting op elkaar in te laten varen, waarbij ze allebei dan alleen de voorste geschuttorens konden inzetten. Maar doordat kort voor de onderschepping het contact verloren ging en er onzekerheid was over de juiste koers van het Duits eskader, moest Holland zijn voordelige positie prijsgeven en kwam hij uiteindelijk op een parallelle koers terecht. Wanneer hij nu de afstand zo snel mogelijk verkleinde door op de Duitsers af te sturen, konden die hem met hun volledige geschut bestoken, terwijl de Britten alleen de voorste geschutstorens kon gebruiken.

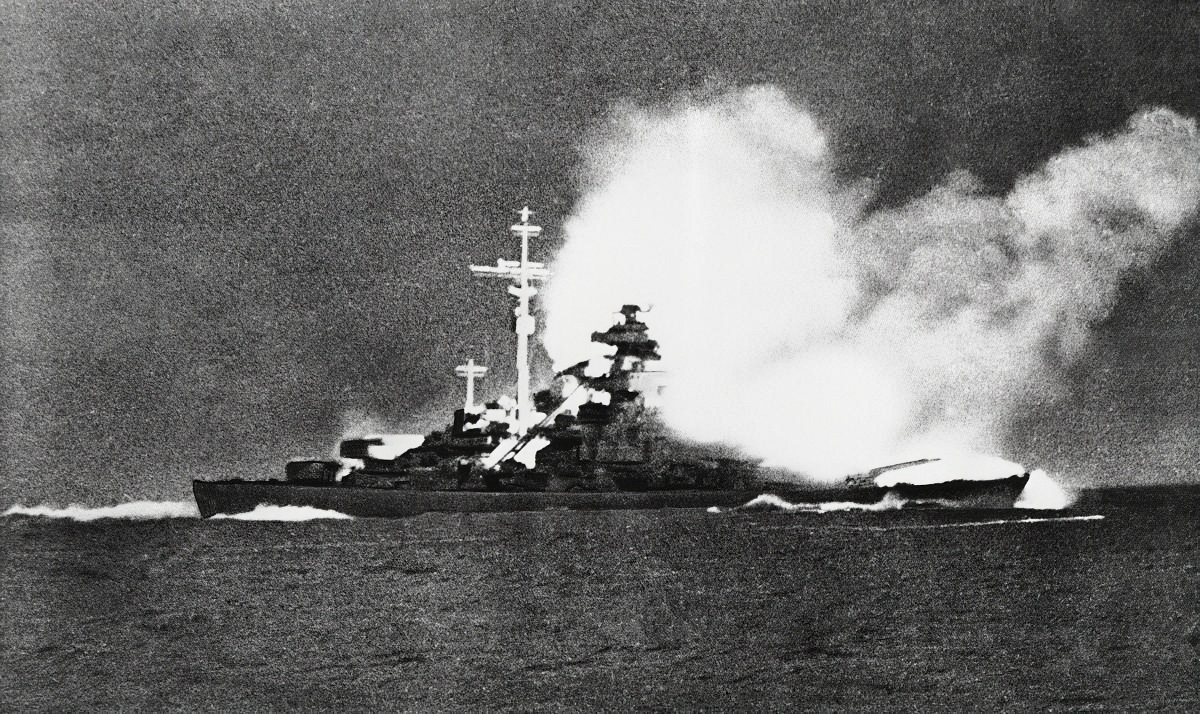
24 mei 1941: de Bismarck vuurt op de Prince of Wales

Op 24 mei openden de Hood en de Prince of Wales om 05:52 vanaf een afstand van circa 23 kilometer het vuur op de Duitsers. De Hood zag de voorop varende Prinz Eugen aan voor de Bismarck, en beschoot de kruiser in plaats van het slagschip. De goed getrainde kanonniers van de Duitse schepen slaagden er vrij snel in dekkend te vuren op de Hood. Een eerste treffer van de Prinz Eugen veroorzaakte een korte, hevige brand tussen de achterste schoorsteen en de hoofdmast, een tweede treffer onder de voorste brugopbouw veroorzaakte ook een brand. Direct daarna werd de Hood fataal getroffen door het vijfde salvo van de Bismarck. Een granaat raakte vermoedelijk het munitiemagazijn onder toren X en er ontstond een steekvlam op het achterdek, gevolgd door een enorme explosie. Het schip brak in tweeën en zonk snel. Slechts drie van de 1418 opvarenden overleefden het drama.
De Prince of Wales was genoodzaakt zijn koers te wijzigen om het zinkende wrak van de Hood te ontwijken. Al gauw kwam het Britse schip onder geconcentreerd vuur van beide Duitse schepen te liggen. De Prince of Wales werd vier keer door de Bismarck geraakt en drie keer door de Prinz Eugen. Eén van deze treffers raakte de brug waar met uitzondering van kapitein John Leach en een officier iedereen werd gedood. Andere treffers veroorzaakten lekken er stroomde 500 ton zeewater in het schip. Het Britse slagschip had bovendien al vanaf het begin van het gevecht te kampen met mechanische problemen. Het schip was nog maar pas in dienst en nog niet helemaal operationeel, er waren zelfs nog werfarbeiders aan boord. Reeds na het eerste salvo blokkeerde een van de tien kanonnen van het schip. Desondanks wist de Prince of Wales drie treffers op de Bismarck te plaatsen: de eerste ging door het voorschip juist boven de waterlijn maar onder de boeggolf, dwars door enkele oliebunkers. De tweede ging midscheeps door het pantser en zette een ketelruim onder water, waardoor het schip wat vermogen en dus snelheid verloor. De derde treffer vernielde alleen een van de bijboten en richtte geen merkbare schade aan. Pas later merkte men dat deze treffer ook de vliegtuigkatapult beschadigd had. Door technische mankementen vielen nog meerdere kanonnen van de Prince of Wales uit, bij de laatste salvo's konden nog slechts twee kanonnen vuren. Met het verlies van de Hood was het Britse eskader reeds zijn numerieke superioriteit kwijt, en nu de artillerie niet volledig meer inzetbaar was besloot de kapitein van de Prince of Wales onder het leggen van een rookgordijn af te draaien en te wachten op de komst van Tovey. Lütjens besloot eveneens het duel met de Prince of Wales af te breken om geen verdere schade te riskeren, het hoofddoel van zijn missie was immers om konvooien aan te vallen. Deze beslissing werd later bekritiseerd omdat Lütjens op die manier een unieke kans liet liggen om een modern slagschip tot zinken te brengen. De Prince of Wales sloot zich aan bij de schaduwende kruisers Norfolk en Suffolk.

## DeBismarckontsnapt

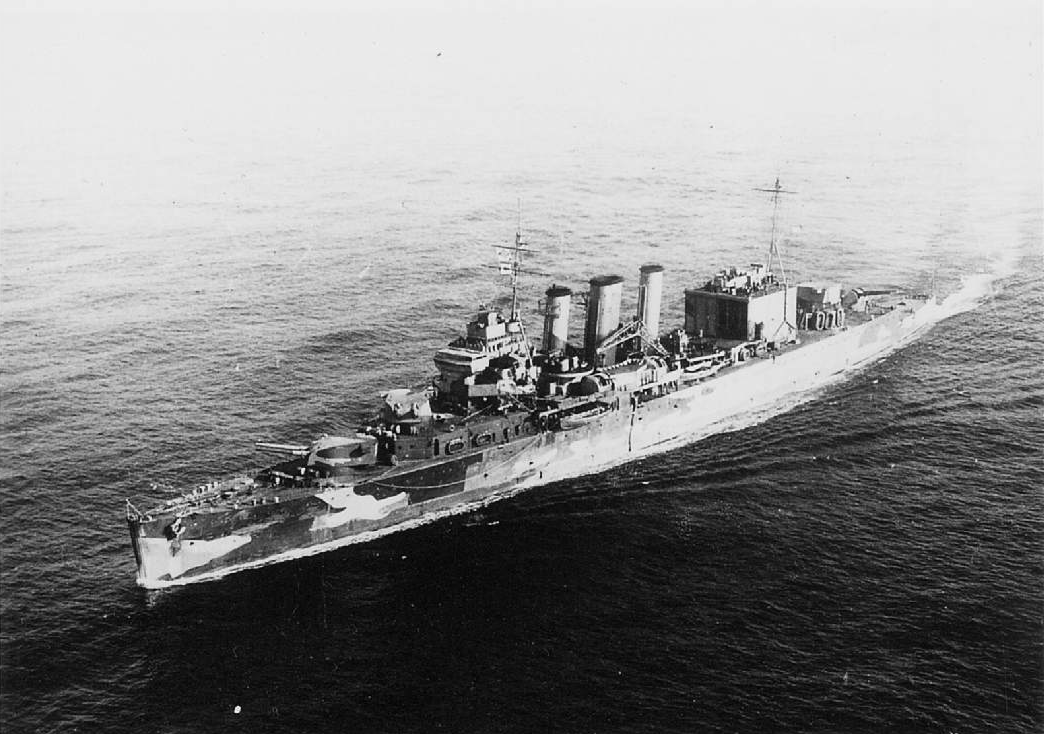
De schaduwende zware kruiser Suffolk

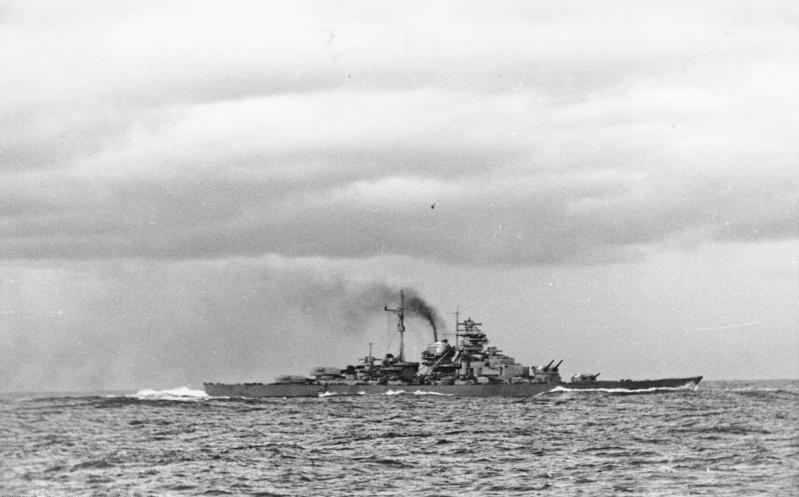
24 mei 1941, na de zeeslag

Door de eerste treffer van de Prince of Wales was er 2000 ton water in het voorschip terechtgekomen, waardoor de boeg dieper lag dan normaal en het schip licht slagzij naar bakboord maakte. Het binnendringende water had bovendien de brandstofvoorraad aangetast, waardoor de Bismarck vaart moest minderen tot twintig knopen om olie te besparen.
De Bismarck werd met behulp van radar geschaduwd door de Norfolk, de Suffolk en de Prince of Wales. Ook verkenningsvliegtuigen gestart vanuit bases op IJsland hielden contact. Een Sunderland had contact gemaakt om 06:20 tijdens de zeeslag, werd beschoten door de Duitse schepen, maar bleef tot 09:00 contactrapporten uitzenden. Ook een Hudson vond het Duitse eskader om 05:52 en bleef de schepen volgen tot 08:08. Een andere Hudson bleef in contact van 09:05 tot 13:40. Om 14:32 nam een Catalina het contact weer op.
Nu Holland het Duits eskader niet had kunnen tegenhouden, bestond het risico dat de Duitsers zouden ontsnappen aan de achtervolging en uitbreken naar de open Atlantische Oceaan waar ze konvooien zouden kunnen aanvallen. De volgende maatregelen werden genomen om de Bismarck vanuit alle richtingen te kunnen onderscheppen, en de konvooien te beschermen:
- Force H, het Britse eskader gestationeerd in Gibraltar en bestaande uit de slagkruiser Renown, het vliegdekschip Ark Royal en de lichte kruiser Sheffield, was al eerder uitgelopen onder commando van viceadmiraal John Sommerville om het escorte van konvooi WS-8B over te nemen van de Repulse. Nu kreeg Force H bevel om vanuit het zuiden op de Bismarck af te stevenen.
- Het slagschip Ramillies, de zware kruiser London en de lichte kruiser Edinburgh die op de Atlantische oceaan escorte verrichtten of naar Duitse blokkadebrekers speurden, werden ook op de Bismarck afgestuurd.
- Het slagschip Rodney en vier torpedobootjagers bevonden zich als escorte van het grote stoomschip Brittanic ten zuidoosten van de Bismarck. De Rodney kreeg bevel om één torpedobootjager bij de Brittanic te laten en zich aan te sluiten bij de Home Fleet.
- De slagschepen Revenge in Halifax en Nelson in Freetown kregen bevel zo snel mogelijk uit te varen.
- De konvooien HX-126, SC-31, HX-127, OB-323 en OB-324, die in de buurt van de route van het Duitse eskader dreigden te komen, werden omgeleid.

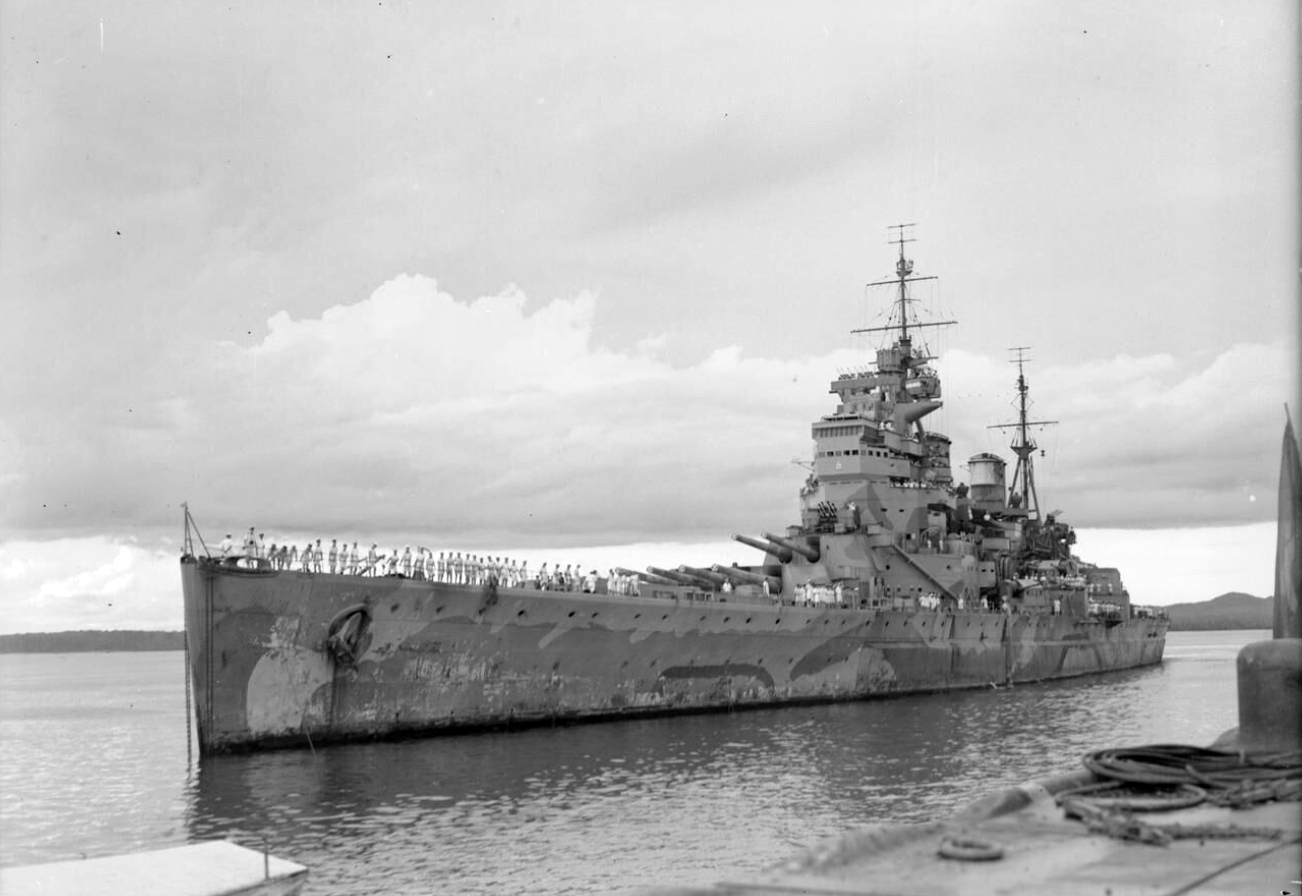
De HMS Prince of Wales, een zusterschip van de HMS King George V

Langs Duitse kant besefte Lütjens dat hij met zijn beschadigd schip naar een haven moest voor reparaties. Opgejaagd door de schaduwende kruisers en de Prince of Wales kon hij niet direct vaart minderen om het gat in de boeg te dichten, maar het schip verloor veel stookolie en door de hoge vaart werd de schade aan de boeg steeds erger. Lütjens besloot de missie af te breken en naar een haven terug te keren. Noorwegen was dichterbij dan Frankrijk, maar gezien de ondervonden moeilijkheden om uit de blokkade te breken, leek het beter om door te gaan naar Frankrijk. Hij vroeg het Duitse Marinecommando een patrouillelijn van U-boten over zijn route te leggen die zijn achtervolgers konden aanvallen. Van de U-boot groep 'West' werden zes U-boten, de U 43, U 46, U 66, U 93, U 94 en U-557 bevolen zo snel mogelijk een patrouillelijn te ontplooien op de route van de Bismarck tegen 06:00 op 25 mei. Ook werden de U 48, U 73, U 74, U 97, U 98, U 556 en de Italiaanse Barbarigo in de Golf van Biskaje gehouden om de Bismarck op te vangen. Lütjens wilde de Prinz Eugen niet meenemen naar Frankrijk, de zware kruiser moest de missie alleen voortzetten. Om 15:39 probeerde de Bismarck een eerste keer de Prinz Eugen weg te sturen. Het Duitse slagschip bracht de achtervolgers in verwarring door plots van koers te veranderen en de Prinz Eugen probeerde van de verwarring gebruik te maken om ongemerkt naar het westen te ontkomen. Maar het schip kon niet snel genoeg verdwijnen in de regenbuien, werd opnieuw ontdekt en moest weer aansluiten bij de Bismarck. Om 16:51 kwam de schaduwende Catalina te dichtbij, werd door de zware luchtafweer beschoten en verloor het contact. De schepen bleven bij elkaar totdat om 18:39 een nieuwe poging werd ondernomen. De Bismarck draaide op een westelijke koers en daarna pal noord terwijl de Prinz Eugen zuid bleef sturen. Daarbij ging de Bismarck het gevecht aan met de achtervolgers om de aftocht van de Prinz Eugen te dekken: eerst vuurde het slagschip twaalf salvo's op de Suffolk af waardoor de kruiser moest afdraaien, daarna begon de Bismarck een artillerieduel met de te hulp toegeschoten Prince of Wales. Geen van beide partijen scoorde een treffer. De Bismarck hernam diens oorspronkelijke koers, nu alleen.

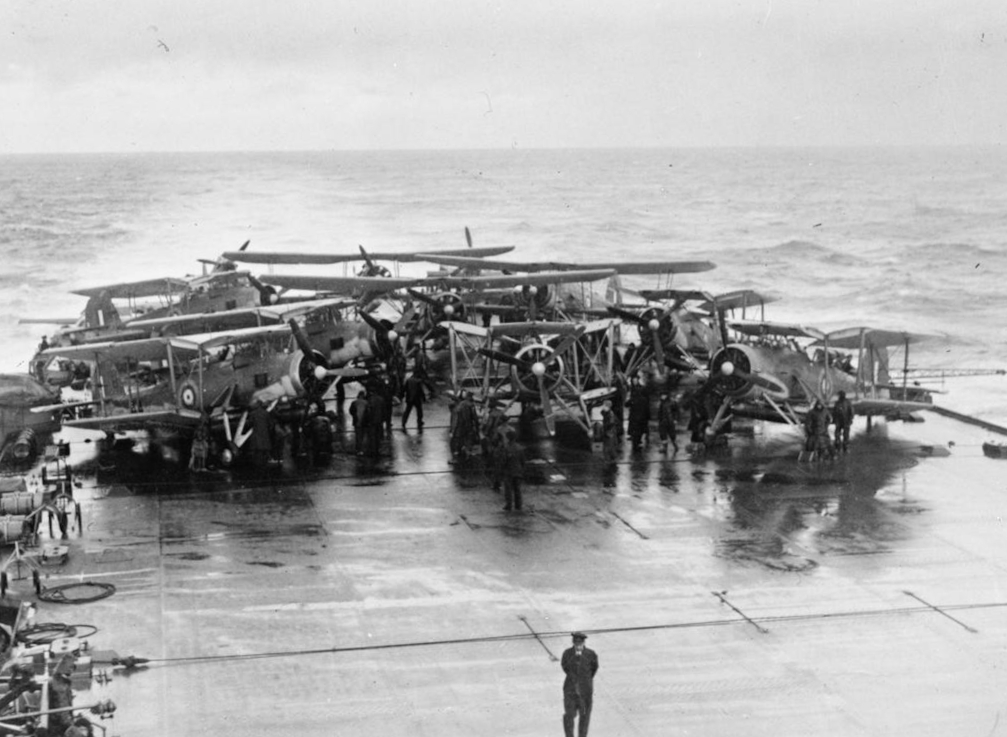
De negen Swordfishes opgesteld op de Victorious, vlak voor de aanval op de Bismarck. Achteraan staan twee Fulmars.

De Home Fleet naderde ondertussen gestaag. Tovey detacheerde het vliegdekschip Victorious en de vier kruisers die op hogere snelheid een positie konden innemen om een luchtaanval op de Bismarck te ondernemen. Negen Fairey Swordfish-torpedovliegtuigen werden om 22:10 gelanceerd zodat die nog voor het verdwijnen van het daglicht rond middernacht konden aanvallen. Drie toestellen waren uitgerust met een eerste versie van ASV-radar, wat hielp om de Bismarck doorheen de wolken op te sporen. Wanneer ze voor de aanval uit de wolken doken, bleken ze op een kotter van de Amerikaanse kustwacht af te stormen en raakten ze het spoor van de Bismarck bijster. De vliegtuigen vonden de Norfolk, en de kruiser kon hen een peiling geven naar de Bismarck. Maar de Duitsers hadden de vliegtuigen opgemerkt bij hun mislukte aanval en waren gewaarschuwd. Zelfs het zware geschut van de Bismarck vuurde salvo's af op de vliegtuigen om met opspattende waterzuilen hun aanvallen te hinderen. De luchtafweer van het schip was niet efficiënt: de achterste richttoestellen van de Duitse luchtafweer waren nog niet voorzien van gyrostabilisatie en de voorste richttoestellen en vizieren waren niet afgesteld op de langzaam vliegende Swordfishes. Geen enkel toestel ging verloren en de Britten wisten een enkele treffer op de Bismarck te plaatsen, maar die trof de zware pantsergordel en richtte geen directe schade aan. De wilde ontwijkmanoeuvres, het schokeffect van de treffer en het afvuren van de zware bewapening verergerden wel de schade die eerder aangericht was door de treffers van de Prince of Wales. Het beschadigde ketelruim moest nu definitief opgegeven worden, en de boeg zakte weer dieper zodat snelheid verminderd moest worden.
Door de luchtaanval besefte Lütjens dat het hoog tijd was om zich van zijn achtervolgers en schaduwers te ontdoen. Hij besloot de achtervolgers niet meer verder naar de U-boot linie te lokken, maar zo snel mogelijk, via de kortste route naar Frankrijk te varen. Na een derde kort artillerieduel met de Prince of Wales besloten de Britten om alle drie hun schepen aan de stuurboordzijde van de Bismarck te houden, en begonnen ze ook te zigzaggen uit voorzorg tegen U-boot-aanvallen. Maar aangezien de schepen nog niet over draaiende radar beschikten, konden ze dan de Bismarck alleen op het ene been van hun zigzag volgen, terwijl ze op het andere been blind waren. Juist op het moment dat de Bismarck in de blinde zone zat, draaide het schip om 03:06 naar bakboord, keerde om en ging langs de Britse schepen achterom op zuidwestelijke koers, recht op Frankrijk af. De achtervolgers raakten het spoor bijster.

## Jacht op deBismarck

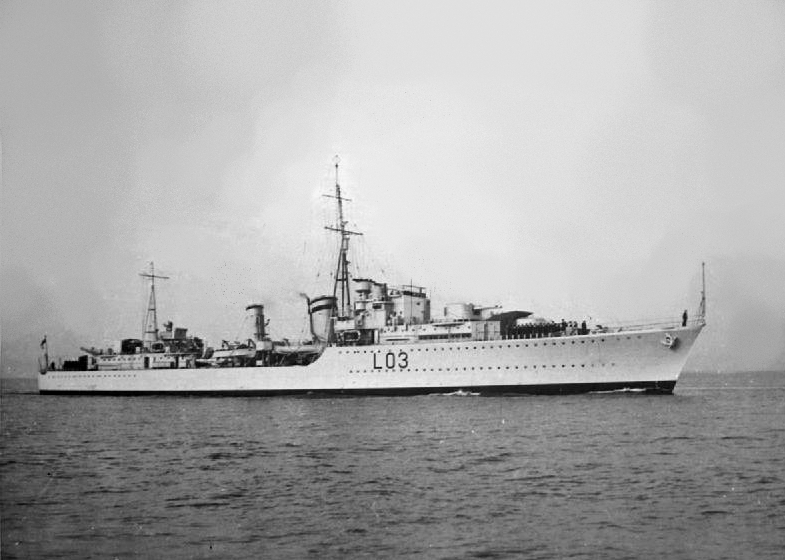
HMS Cossack, net zoals de Maori, de Sikh en de Zulu een torpedobootjager van de Tribal-klasse. Zwaar bewapend met 4 tweeloops kanonnen, maar slechts 1 torpedobuis met 4 torpedo's

Tovey had geen idee over de omvang van de schade op de Bismarck, en kon dus de Duitse plannen niet goed inschatten: hij overwoog drie mogelijkheden: het schip kon terugkeren naar Noorwegen, uitwijken naar Frankrijk of verder uitbreken naar de Atlantische oceaan. Zijn eerste zorg was om ervoor te zorgen dat het Duitse slagschip de Atlantische konvooien niet kon bedreigen en dus zocht hij eerst in zuidoostelijke richting. De kruisers en de vliegtuigen van de Victorious voerden zoektochten uit maar vonden niets. In de verkeerde veronderstelling dat hij nog steeds via radar gevolgd werd, zond Lütjens om 08:54 op 25 mei een lang situatierapport door, dat gepeild kon worden door de Britten. Bij het plotten van de peiling werd echter een fout gemaakt, waardoor het leek of de Bismarck koers zette naar Noorwegen in plaats van naar Frankrijk. Het duurde een paar uur vooraleer de fout ontdekt werd en tegen die tijd zat Tovey in een slechte positie om de Bismarck nog te kunnen onderscheppen. De Suffolk, de Prince of Wales en alle schepen van de Home Fleet behalve zijn eigen slagschip konden de achtervolging niet verderzetten wegens brandstofgebrek. Om Tovey een escorte te geven tegen eventuele duikbootaanvallen werden nog maar eens vijf schepen van het escorte van het konvooi WS-8A afgehaald: de vijf torpedobootjagers Cossack, Maori, Piorun (Pools), Sikh en Zulu onder commando van kapitein Philip Vian zetten koers naar de King George V. Tegen de avond kregen de Britten ook via 'ULTRA' bevestiging dat de Bismarck op weg naar Frankrijk was.

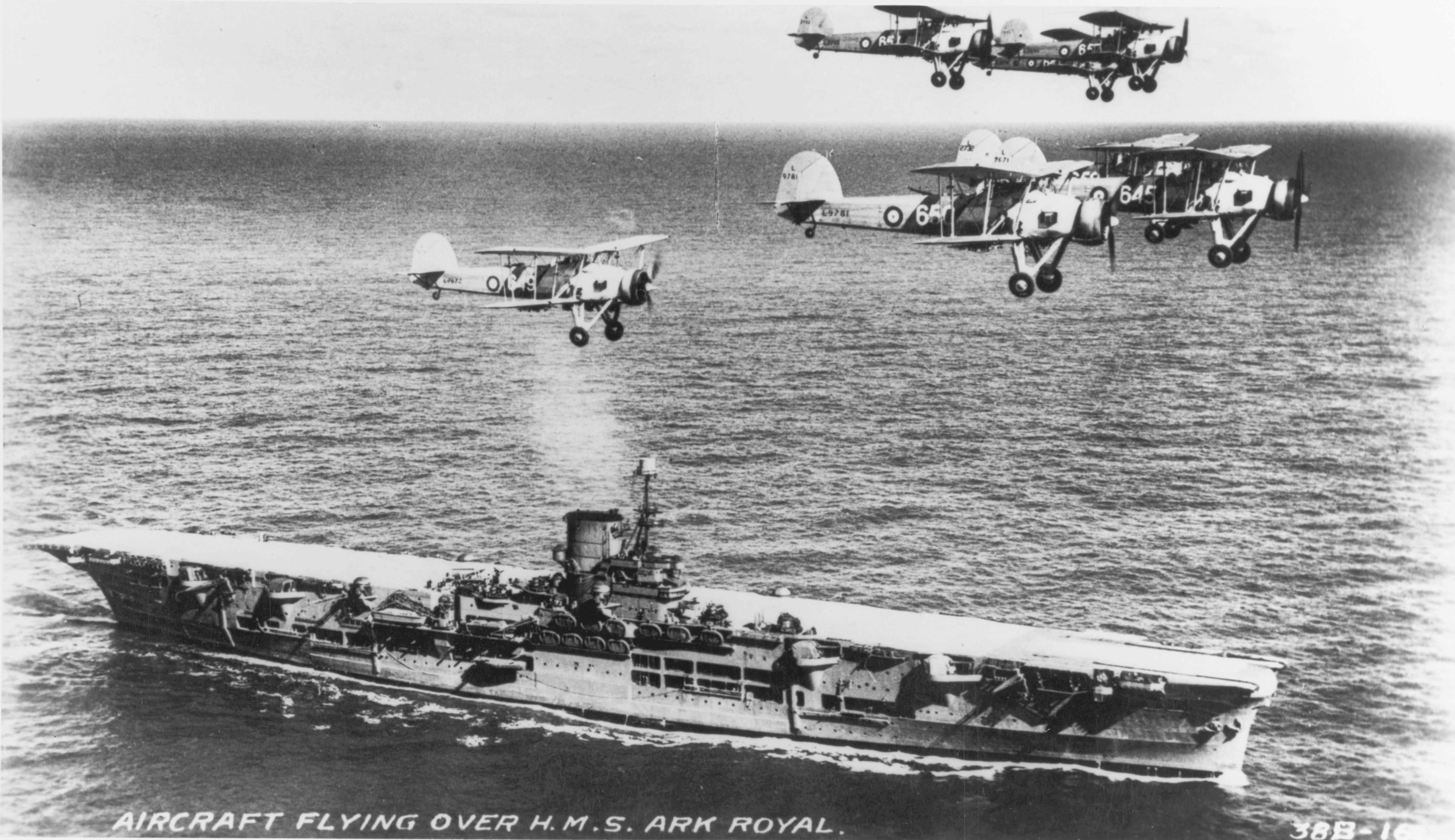
De Ark Royal met haar Swordfish-torpedovliegtuigen

Op de ochtend van 26 mei werden vanuit Noord-Ierland verkenningsvluchten gestart en ook vanaf de Ark Royal voerden de Swordfishes ondanks heel slecht vliegweer patrouilles uit. Eerst ontdekte een Catalina-verkenningsvliegtuig de Bismarck om 10:30 en een half uur later maakten ook twee Swordfishes contact. De Bismarck was echter buiten bereik van zijn achtervolgers, alleen de torpedobootjagers van Vian en Force H stonden nog tussen de Bismarck en Frankrijk. De oude slagkruiser Renown van Force H was inferieur aan de Bismarck. Uit vrees voor een herhaling van de ramp met de Hood had Tovey expliciet verboden dat de slagkruiser alleen het gevecht kon aangaan met het Duitse slagschip. Het vliegkampschip Ark Royal was het enige schip dat de Bismarck kon tegenhouden met een aanval door torpedovliegtuigen. Door het slechte weer bestond de kans dat de verkenningsvliegtuigen het contact verloren en Sommerville zond de kruiser Sheffield naar de positie van de Bismarck om het slagschip te schaduwen. De Swordfish-vliegtuigen van de Ark Royal konden op de middag een eerste aanval uitvoeren, maar vielen per vergissing de Sheffield aan. Niet al de vliegtuigen lanceerden hun torpedo. Van de gelanceerde torpedo's ontploften de meeste direct of kort na de lancering doordat hun gevoelige magnetische ontstekers niet goed werkten in de woelige zee. De Sheffield kon de resterende torpedo's ontwijken zodat die vergissing uiteindelijk geen fatale gevolgen had. De Swordfish-vliegtuigen konden een tweede aanval uitvoeren met torpedo's met klassieke ontstekers op de avond van 26 mei. De toestellen maken eerst contact met de Sheffield om 20:00 die hun een koers geeft naar de Bismarck. In het slecht weer vonden de Swordfishes het Duitse slagschip niet, om 20:30 kwamen ze terug bij de Sheffield voor een nieuwe peiling. De aanval begon om 20:47 en duurde een half uur. Drie toestellen moesten de Sheffield voor een derde keer contacteren. Opnieuw vuurden de Duitsers met de hoofd- en secundaire artillerie in zee om de aanval van de laagvliegende torpedotoestellen te verijdelen, maar de luchtafweer kon geen enkel toestel neerhalen. Eén of twee treffers tegen de pantsergordel veroorzaakten weinig schade, maar de laatste treffer raakte het achterschip en blokkeerde het roer waardoor de Bismarck onbestuurbaar werd.
Kort nadat de Ark Royal zijn tweede aanval lanceerde, voeren het vliegdekschip en zijn begeleidende slagkruiser Renown over de positie van de ondergedoken Duitse duikboot U 556. De duikboot kwam in een ideale lanceerpositie om beide schepen te kunnen treffen, maar de U-boot had al zijn torpedo's de voorbije weken reeds verschoten bij aanvallen op konvooien en kon niets anders meer doen dan de schepen rapporteren aan het Duits marinekommando.

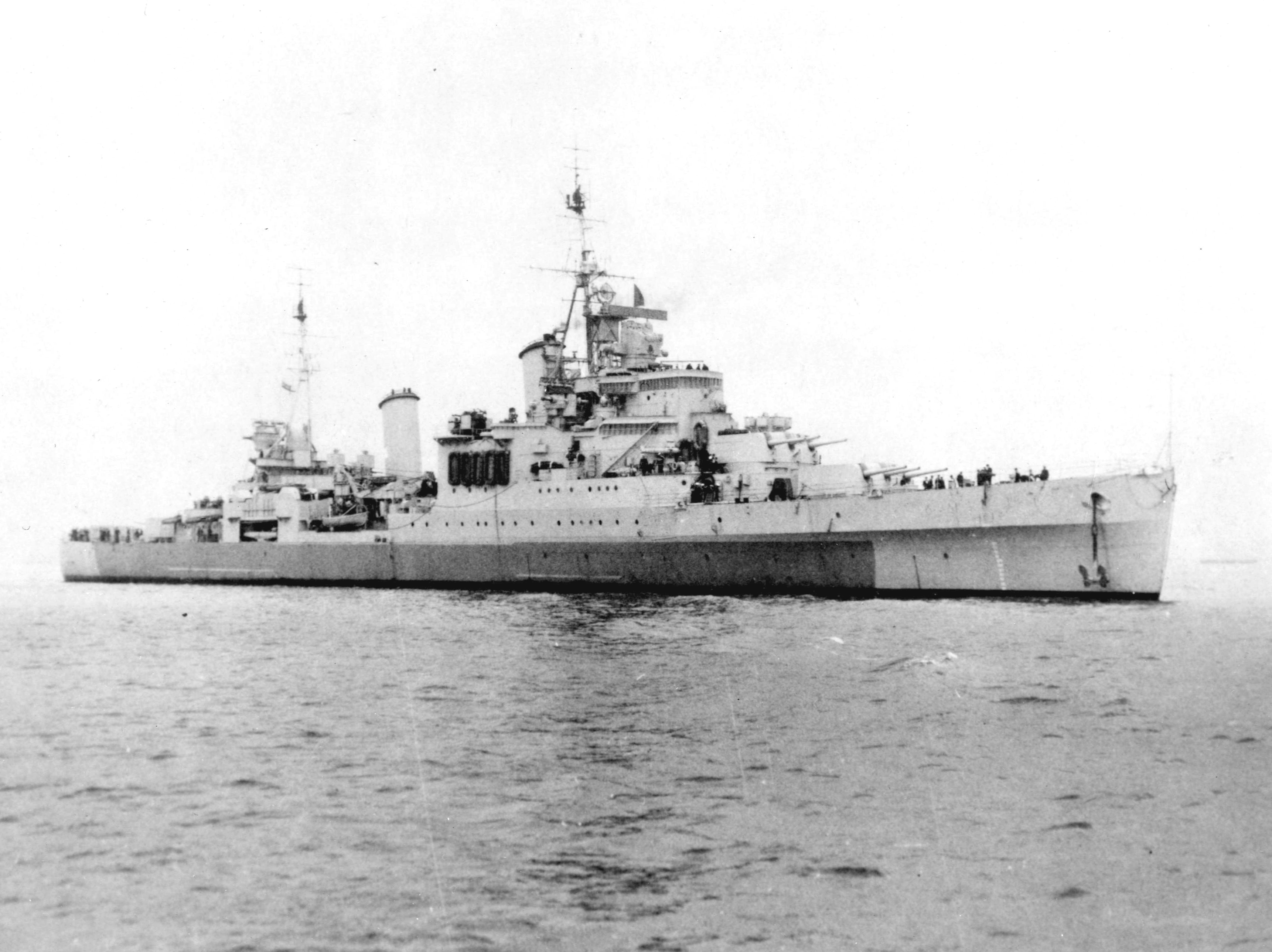
De lichte kruiser Sheffield

De bemanning van de Bismarck slaagde er niet in om het probleem met het geblokkeerde roer op te lossen: duikers konden het ondergelopen roercompartiment wel bereiken maar konden het roermechanisme niet deblokkeren. De meeste schepen konden manoeuvreren door de schroeven maar aan één kant te laten draaien, maar bij de Bismarck lukte dat niet doordat de schroefassen niet parallel aan de langsrichting stonden, maar lichtjes inwaarts gericht waren en dus geen moment konden geven. Aan boord van het slagschip werd overwogen om het vastgeklemde roer uit de romp te blazen, maar de zware zee en storm- en wateraverij aan het roercompartiment maakten dit onmogelijk. De enige koers die nog gehouden kon worden was recht in de wind, recht op de Britten af. Alhoewel de Bismarck nu binnen bereik van de Luftwaffe in Frankrijk gekomen was, besloot Tovey toch pas tegen de ochtend bij daglicht aan te vallen.

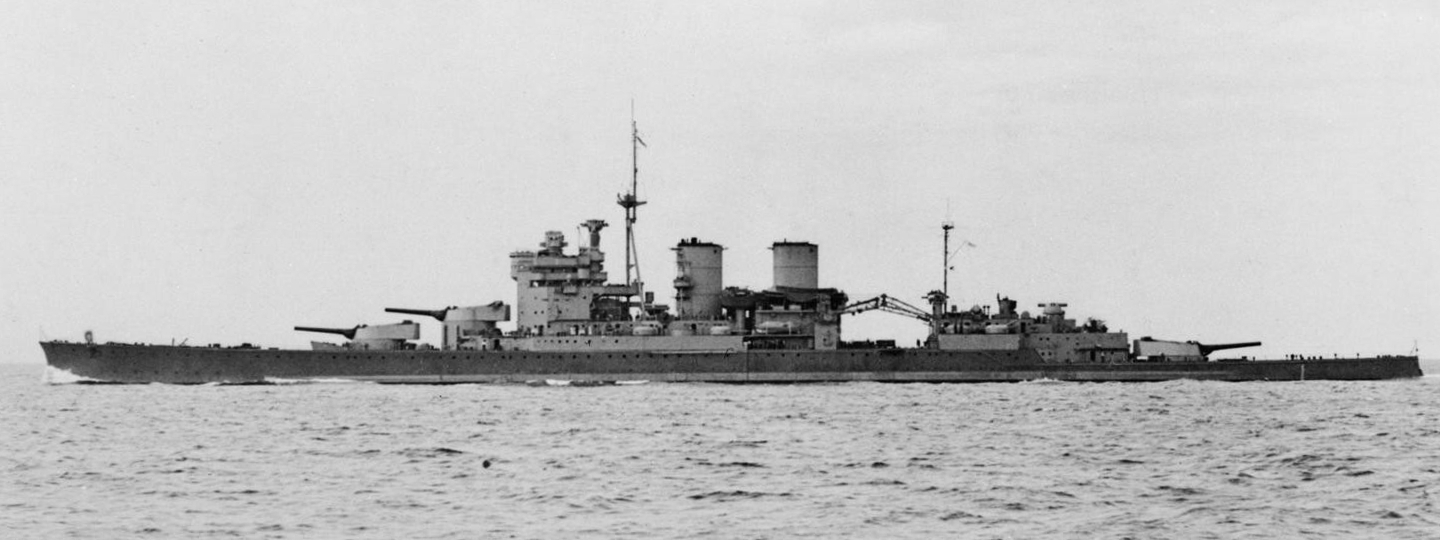
De slagkruiser Renown, gefotografeerd vanaf de kruiser Sheffield

Direct na de aanval van de Swordfishes jaagde de Bismarck de Sheffield weg met zes salvo's. De kruiser kreeg geen treffers maar toch sneuvelden drie bemanningsleden als gevolg van granaatscherven. De Sheffield kon Vians vijf torpedobootjagers wel een koers geven naar de Bismarck. Door het stormweer konden de torpedobootjagers geen geconcentreerde aanval uitvoeren. Vian besloot om zijn torpedobootjagers gedurende heel de nacht individueel stooraanvallen te laten uitvoeren. De Poolse Piorun viel het eerst aan om 22:40 en naderde de Bismarck dicht genoeg om hem met zijn geschut onder vuur te nemen. Daarna verloor de Piorun contact maar de andere vier torpedobootjagers vielen om beurten een of twee keer aan en lanceerden in totaal zestien torpedo's. De Britten dachten enkele treffers te boeken, maar overlevenden van de Bismarck konden dit niet bevestigen. In elk geval was de Duitse geschutsbemanning heel de nacht in de weer met het afslaan van de aanvallen. De Cossack verloor zijn radioantennes door nabijtreffers, maar de torpedobootjagers liepen verder geen schade op. Tijdens de nacht vuurden de torpedobootjagers lichtgranaten af om de positie van de Bismarck voor de andere schepen duidelijk te maken. Om 06:50 viel de Maori voor het laatst aan en hield dan contact om de slagschepen naar de Bismarck te leiden.
Tijdens de vroege ochtend werd geprobeerd om een verkenningstoestel te lanceren naar Frankrijk met het scheepsjournaal. Lütjens wilde het verslag van de missie redden, vooral om het Duitse marinebevel zijn ervaringen met de Britse radar door te geven. Omdat de katapult onbruikbaar bleek, vroeg Lütjens naar een U-boot. De U 566 werd bevolen om het scheepsjournaal af te halen maar voor de U-boot de Bismarck kon bereiken was het finale gevecht al begonnen.
Vlak voor de slagschepen contact maakten met de Bismarck, verkende de zware kruiser Norfolk om 07:53 uur de Bismarck. De kruiser had gedurende de verwarring rond de koers van de Bismarck op 25 mei zelfstandig uitgemaakt dat het Duitse schip koers naar Frankrijk zette en had ondanks slinkende brandstofvoorraden toch de achtervolging ingezet. De Norfolk zag eerst de Bismarck voor een Brits slagschip aan en seinde herkenningssignalen, maar zag op tijd de vergissing en kon aansluiten bij de King George V en Rodney.

## Einde van deBismarck

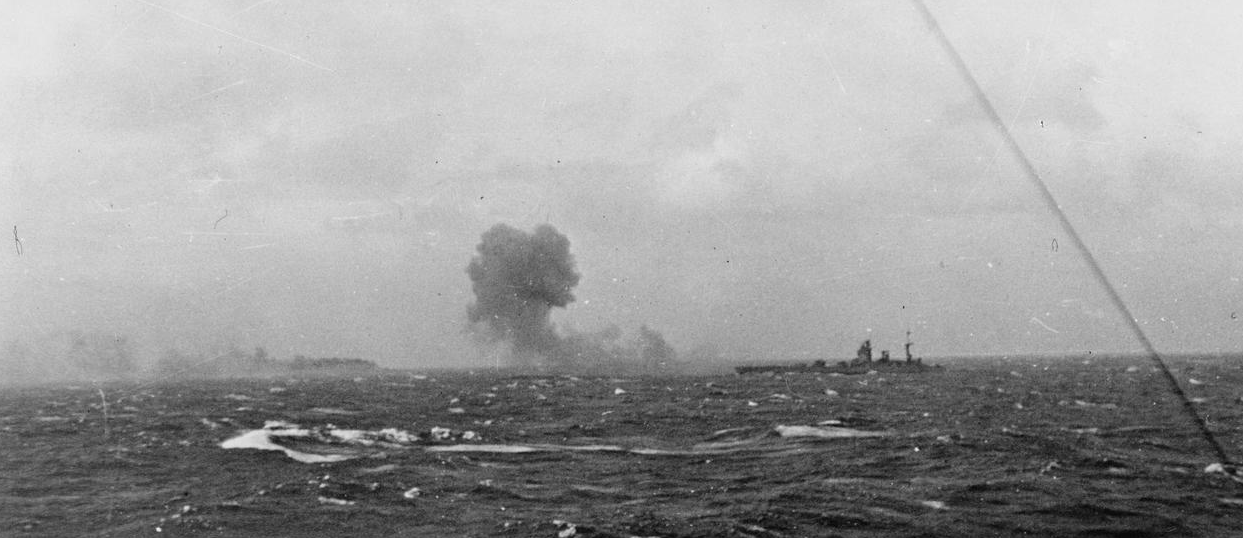
De Rodney vuurt op de Bismarck, foto vanaf King George V, 27 mei 1941

Tovey wilde een nachtgevecht vermijden en maakte pas in de ochtend van 27 mei 1941 contact. Met de slagschepen King George V en HMS Rodney naderde hij vanuit het westen waardoor de Bismarck scherp tegen de horizon afstak. De Britse slagschepen openden om 08:47 vanaf een afstand van 22 kilometer het vuur, gevolgd door de kruiser Norfolk om 08:54. De Bismarck beantwoordde het vuur pas om 08:49. De Duitsers vuurden enkele dekkende salvo's af op de Rodney maar konden geen treffers boeken. Om 08:59 schakelde de Norfolk de voorste centrale vuurleidingspost uit met een treffer en om 09:02 schakelde de Rodney beide voorste geschutstorens van de Bismarck uit. Daarna kon het Duitse slagschip nog slechts vier salvo's afvuren op de King George V vooraleer een treffer van de King George V ook de achterste vuurleiding uitschakelde. De achterste geschutstorens konden nog twintig minuten lang verder zelfstandig zonder vuurleiding verder schieten, maar het vuur was onregelmatig en ineffectief. Doordat de Bismarck niet kon sturen met zijn roer was zijn koers onregelmatig en kon hij zelf ook moeilijk salvo's richten met de zware artillerie. Maar ook de King George V kreeg problemen: net zoals bij haar zusterschip de Prince of Wales op 24 mei, waren er storingen in haar vierlingtorens en ze kon bij momenten slechts met twee van de tien zware kanonnen vuren.

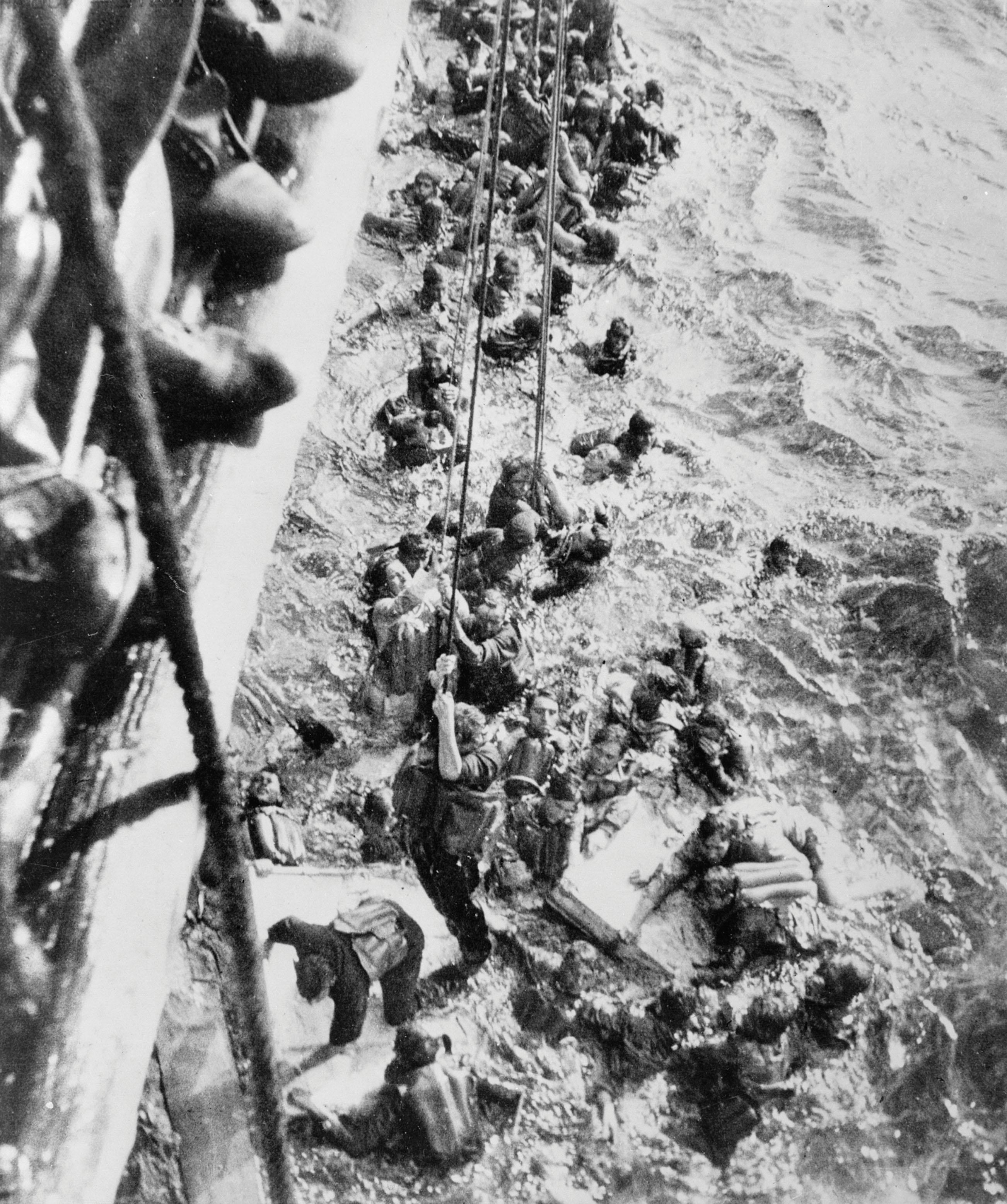
Redding van de overlevenden door de Dorsetshire

Vanuit het zuidoosten kwam ook de zware kruiser Dorsetshire opzetten. Om 09:04 opende de kruiser ook het vuur op de Bismarck, maar Tovey vroeg al snel om het vuren te staken: er waren nu te veel schepen tegelijk aan het schieten en het werd onmogelijk om de salvo's en de granaatinslagen te volgen. Zonder effectief tegenvuur van de Bismarck konden de Britten heel dicht naderen en met elk salvo treffers boeken. Zowel de Norfolk als de Rodney lanceerden torpedo's. Alleen de Rodney kon een torpedotreffer boeken, wat wel een unicum was: de eerste en enige keer dat een slagschip een ander slagschip kon torpederen. De vele granaattreffers verwoestten de hele bovenbouw van de Bismarck, maar door van zo vlakbij te schieten werden er geen treffers onder de waterlijn gemaakt en ketsten zelfs vele zware granaten af op het gordelpantser. Pas na 10:00, toen het schip van voor tot achter in brand stond, begon de Bismarck langzaam naar stuurboord te hellen en traag te zinken over de achtersteven.
Om 10:15 brak Tovey het gevecht af. Hij vreesde dat elk moment de Duitse Luftwaffe kon opdagen en ook zijn brandstofsituatie werd met de minuut nijpender. Hij gaf bevel aan elk schip dat nog torpedo's had, de Bismarck af te maken. De Ark Royal had haar Swordfishes om 09:36 gelanceerd, maar de vliegtuigen werden niet opgemerkt door de slagschepen. De torpedotoestellen konden niet aanvallen door het voortdurende artillerievuur en keerden dan zonder aan te vallen terug naar de Ark Royal. De Dorsetshire lanceerde om 10:36 nog vier torpedo's en dacht twee treffers te boeken. Tezelfdertijd gaven de Duitsers bevel "alle hens schip verlaten" en lieten ze het schip springen en openden ze de waterdichte schotten en buitenboordventielen. De Bismarck kapseisde en om 10:39 was het schip verdwenen onder de waterspiegel.
Honderden overlevenden dreven rond in het water. De kruiser Dorsetshire en de torpedobootjager Maori pikten respectievelijk 85 en 25 overlevenden op maar moesten de reddingsactie afbreken toen een uitkijk de periscoop van een onderzeeër meende te zien. Langs Duitse kant kon de U 74 drie overlevenden uit een rubberboot redden in de avond van 27 mei en op 28 mei vond het weerschip Sachsenwald nog twee overlevenden op een vlot. De neutrale Spaanse kruiser Canarias kwam ook ter plaatse maar vond alleen in hun zwemvest drijvende lijken.

## Nasleep

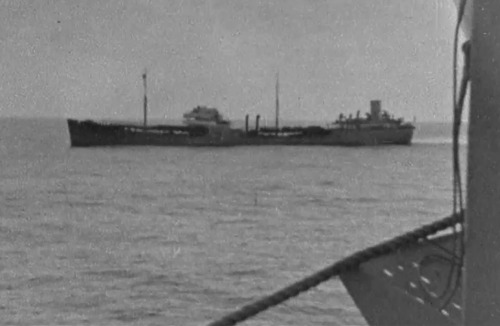
De Prinz Eugen ontmoet de Spichern om bij te bunkeren op de Atlantische Oceaan

De Luftwaffe had al direct nadat de Bismarck seinde naar Frankrijk te zullen uitwijken, diverse eenheden klaargehouden om het slagschip te beschermen zodra het binnen bereik kwam. Door het stormweer op 26 mei kon echter geen enkele vlucht ondernomen worden. Daarvoor kreeg de Fliegerführer Atlantik kolonel Martin Harlinghausen veel kritiek want de Britten vlogen wél in dit stormweer, en dan nog zelfs van vliegdekschepen. Ook op 27 mei konden zijn vliegtuigen niet ingrijpen tijdens het laatste gevecht van de Bismarck. In de ochtend van 27 mei werd de Ark Royal verkend door twee Focke-Wulf Fw 200-toestellen, en nadat de Swordfishes teruggekeerd waren van hun geannuleerde aanval, miste één Heinkel He 111 het vliegdekschip met een paar bommen. Slechts vier Duitse bommenwerpers konden de Britse slagschepen vinden, maar hun aanvallen bereikten niets. Op 28 mei werden enkele torpedobootjagers aangevallen die wegens brandstofgebrek niet meer op volle snelheid konden varen, maar op economische snelheid naar Noord-Ierland terugkeerden. Junkers Ju 88-duikbommenwerpers konden de Mashona tot zinken brengen en Heinkel He 111-bommenwerpers konden de Maori zwaar beschadigen.
Langs Britse kant had de RAF in de nacht van 25 op 26 mei 48 Handley Page Hampden-toestellen bij de twee mogelijke aanloophavens Brest en Saint-Nazaire zeemijnen laten leggen. De volgende nacht legden 38 toestellen nog extra zeemijnen voor Brest. Op 27 mei werden  52 Vickers Wellington- en twaalf Short Stirling-bommenwerpers op langeafstandsverkenningsvlucht gestuurd boven de Atlantische Oceaan op zoek naar de Prinz Eugen, maar ze vonden niets.
De Britse schepen die verzameld waren voor de speurtocht naar de Bismarck en de bescherming van de bedreigde konvooien, maakten gebruik van recente doorbraken in het decoderen van Duitse signalen via ULTRA om tussen 28 mei en 23 juni alle Duitse bevoorradings- en weerschepen op de Atlantische oceaan uit te schakelen. Daarmee maakten ze het de Duitse schepen operationeel onmogelijk om nog raids op de Atlantische Oceaan te ondernemen.
De Prinz Eugen slaagde er nog op tijd in om op de Atlantische oceaan bij te tanken vanuit het bevoorradingsschip Spichern, maar door machineschade werd de kruiser gedwongen om de missie af te breken en op 1 juni liep hij Brest binnen.

## Ontdekking van het wrak
Het wrak van de Bismarck werd op 8 juni 1989 gevonden door de Amerikaanse diepzeeonderzoeker Robert Ballard. De Bismarck ligt op een diepte van ongeveer 4700 meter, zo'n 650 kilometer ten westen van Brest op de rand van een onderzeese vulkaan. Uit onderzoek blijkt dat de romp, het dek en de bovenbouw op veel plekken waren beschadigd door een groot aantal granaat- en torpedo-inslagen. In de scheepshuid zaten enorme gaten die alleen door torpedo-inslagen veroorzaakt kunnen zijn. De brug en de hoofdbewapening in de grote geschutstorens waren verdwenen. Het hoofdpantserdek had echter relatief weinig averij opgelopen. De bovenbouw en zware geschutstorens zijn tijdens het kapseizen van de romp losgeraakt en naar de oceaanbodem gezonken. Ze werden niet ver van de romp in de zandbedding aangetroffen. De kleinere torens met 15 cm-geschut, bleken nog steeds volledig intact te zijn. Toen de Bismarck op de zeebodem belandde is hij van de oude vulkaanhelling afgegleden en heeft daarbij een diepe geul van een kilometer lengte in de bodem achtergelaten. Het schip ligt rechtstandig half in de bodem begraven.
Over het zinken van de Bismarck bestonden verschillende theorieën: de Duitsers beweerden dat zij het schip zelf tot zinken brachten met explosieven en door het opendraaien van de ventielen. De Britten beweerden daarentegen dat de Bismarck door de Britse schepen tot zinken werd gebracht. Volgens Ballards onderzoek had de Bismarck nog ruim een dag kunnen blijven drijven met de opgelopen averij. Als het schip niet vol was gelopen door het openzetten van de ventielen dan hadden er implosies plaatsgevonden en had het schip de afdaling nooit overleefd. Uiteindelijk zonk het schip en is het onder water gekapseisd. Hierdoor verloor het schip de brug en de zware hoofdbewapening. Tijdens zijn reis naar de bodem kantelde het weer zodat het verder rechtstandig met de kiel omlaag zonk.
James Cameron heeft tijdens een expeditie voor National Geographic Channel, voor de eerste keer met op afstand bestuurde mini-onderzeeboten het schip van binnen bestudeerd. Zijn conclusie was dat Ballard gelijk had. De torpedo's hadden het schip wel geraakt maar ze hadden de bepantsering niet doorboord en nauwelijks lekkages veroorzaakt. Bij de inspectie van de romp kwam hij tot de conclusie dat 40 granaten de pantsergordel hadden doorboord, waarvan 38 de bovenste en twee de zware hoofdpantsergordel. De ongepantserde scheepshuid van het voor- en achterschip was op meerdere plaatsen doorboord. Het schip had volgens Cameron nog enkele dagen kunnen blijven drijven.

## Verfilming
De jacht op en ondergang van de Bismarck werd in 1960 verfilmd door de Britse regisseur Lewis Gilbert als Sink the Bismarck!